# Navelstaren

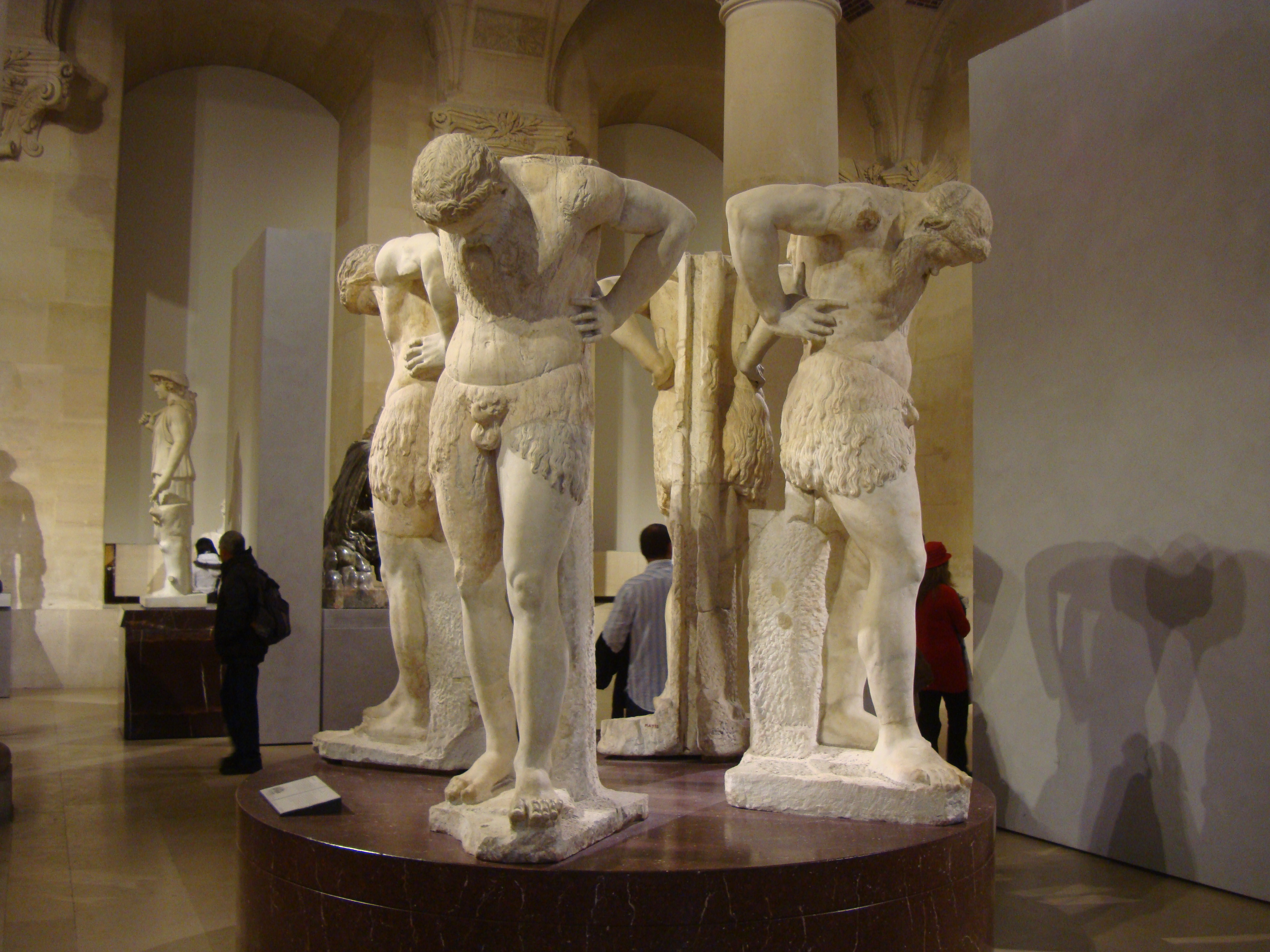
Vier satyrs in Het Louvre zijn aan het navelstaren.

Het navelstaren (Grieks: omphaloskepsis) is een historische meditatietechniek, in sommige opzichten vergelijkbaar met yoga.
In de 13e eeuw ontstond in het gebied van het vroegere Oost-Romeinse Rijk de gebeds- en medidatiebeweging van het Hesychasme, die in de 14e eeuw tot een theologische controverse zou leiden. Een van de gebruikte gebedsvormen van de beweging bestond uit het navelstaren terwijl men een gebed sprak. Volgens de Hesychastische navelstaarders zouden zij tijdens hun meditatie het Taborlicht zien, de Goddelijke energie.
De belangrijke navelstaarder Gregorius Palamas bereikte tijdens twee synodes in 1341 en in 1351 de erkenning van de beweging door de Griekse Orthodoxie. Dit veroorzaakte een heftige controverse, waarop Barlaam van Calabrië als grootste tegenstander van de navelstaarderij naar Italië vertrok en toetrad tot de Rooms-Katholieke Kerk. Hij werd er later bisschop. Barlaam en zijn volgelingen werden in 1351 door de Grieks-Orthodoxe Kerk geëxcommuniceerd. 
De Barlaamieten kregen in hun afwijzing van het navelstaren steun van de scholastiek. Een van de twistpunten was dat Palamas en zijn navelstaarders werkelijk beweerden in direct contact met God te staan. Het "zien van God" werd daarnaast afhankelijk gemaakt van de juiste meditatietechniek, een stelling die de betekenis van genade marginaliseert. 
De discussie rond de navelstaarderij werd in het westen en door de scholastiek als ketterij gezien. Het zou te veel op de gelovige persoon zelf gericht zijn, te weinig op Christus. Er zijn parallellen met meer recente new age-verschijnselen van zelfverwerkelijking. 
Het begrip navelstaren heeft ook een overdrachtelijke betekenis gekregen in de Nederlandse taal. Er wordt dan 'voortdurend in gedachten met zichzelf bezig zijn' mee bedoeld. Deze betekenis is tegenwoordig de meest alledaagse.